# Граф Теба
Граф де Теба — испанский дворянский титул. Он был создан 22 октября 1522 года королем Испании Карлом I для Диего Рамиреса де Гусмана, сына Хуана Рамиреса де Гусмана, 1-го сеньора де Теба и маршала Кастилии, владельца виллы Теба, и Хуаны Понсе де Леон.
Название графского титула происходит от названия муниципалитета Теба, в провинции Малага, автономное сообщество Андалусия.

## Графы де Теба
- Диего Рамирес де Гусман и Понсе де Леон , 1-й граф де Теба
- Луис Гусман и Кордова, 2-й граф де Теба , 1-й маркиз де Ардалес
- Хуан Рамирес де Гусман и Альварес де Толедо , 3-й граф де Теба
- Брианда де Гусман и де ла Вега , 4-я графиня де Теба
- Луис де Гусман и Гусман , 5-й граф де Теба, 2-й маркиз де Ла-Альгаба
- Педро Андрес Гусман Энрикес де Ривера и Акунья , 6-й граф де Теба
- Луис Франциско Рамирес де Гусман и Фернандес де Кордова , 7-й граф де Теба
- Педро де Гусман и Портокарреро , 8-й граф де Теба
- Агустин де Гусман и Портокарреро , 9-й граф де Теба
- Инес де Гусман и Фернандес де Кордова , 10-я графиня де Теба
- Кристобаль Портокарреро де Гусман и Энрике де Луна (1638—1704), 11-й граф де Теба, 4-й граф де Монтихо
- Каталина Портокарреро де Гусман (ок. 1660—1712), 13-я графиня де Теба
- Доминго Фернандес де Кордова (?-1736), 13-й граф де Теба
- Мария дель Кармен Фернандес де Кордова (1725—1733), 14-я графиня де Теба
- Луис Фернандес де Кордова Портокарреро (1696—1771), 15-й граф де Теба
- Мария Франсиска де Салес Портокарреро де Гусман и Суньига (1754—1808), 16-я графиня де Теба, 6-я графиня де Аблитас
- Эухенио де Палафокс и Портокарреро (1773—1834), 17-й граф де Теба
- Киприано Палафокс и Портокарреро (1784—1839), 18-й граф де Теба
- Мария Франсиска де Салес Портокарреро (1825—1860), 19-я графиня де Теба, 9-я графиня де Монтихо
- Мария Эухения Палафокс и Киркпатрик (1826—1920), 20-я графиня де Теба.
- Эухения Мария Фитц-Джеймс Стюарт и Фалько (1880—1962), 21-я графиня де Теба
- Карлос Альфонсо де Митьянс и Фитц-Джеймс Стюарт (1907—1997), 22-й граф де Теба, 16-й граф де Баньос
- Мария Макарена де Митьянс и Вереа (род. 1963), 23-я графиня де Теба.